# Castell de Gifu
El castell Gifu (岐阜 城, Gifu-jō) és un castell japonès situat a la ciutat de Gifu, a la prefectura de Gifu, al Japó. Juntament amb el mont Kinka i el riu Nagara, és un dels símbols principals de la ciutat.

## Història
El castell Gifu va ser construït per primera vegada pel clan Nikaidō entre 1201 i 1204 durant el període Kamakura. Originalment anomenat castell Inabayama (稲 葉 山城 Inabayama-jō), el castell Gifu ha sofert moltes reparacions al llarg de diverses generacions. Tot i que era famós per ser un castell poderosament fortificat, un cop va ser pres per només setze homes.
Durant el període Sengoku, un samurai anomenat Takenaka Hanbei va anar al castell, ostensiblement, per visitar el seu germà malalt. En realitat, però va anar per matar Saitō Tatsuoki, el senyor del castell. Quan Hanbei el va atacar, aquest que estava molt confós (creient que un exèrcit enemic havia vingut a atacar-lo), va fugir. Així, Hanbei va obtenir el castell Inabayama amb relativa facilitat. Més tard, el va retornar al seu senyor, però Tatsuoki havia perdut una quantitat incommensurable de reputació i honor a causa de la seva fugida covarda del castell.
El 1567, Oda Nobunaga va llançar un atac contra la província de Mino des del castell Sunomata, va dirigir les seves forces a través del riu Kiso i va marxar directament cap a la ciutat castellera d'Inoguchi (actual ciutat de Gifu), atraient el suport de molts retenidors de Saito al llarg del camí. Nobunaga va assetjar el castell d'Inabayama el 13 de setembre. Tot i que els defensors estaven desmoralitzats en veure les pancartes dels retenidors de Saito entre l'exèrcit atacant, el castell de la muntanya encara estava en una posició gairebé inexpugnable. El setge va trigar unes dues setmanes. Prop del final del setge, Kinoshita Tōkichirō, dirigent de Nobunaga, va dirigir un petit grup pels escarpats penya-segats del mont Kinka, va entrar al castell des de la rereguarda sense protecció i va obrir les portes davanteres, permetent l'entrada de les forces atacants. Després de la derrota de Tatsuoki, Nobunaga va reclamar el castell i el va convertir en la seva principal base d'operacions.
Nobunaga va canviar el nom del castell a Gifu, seguint un exemple donat per una antiga pràctica xinesa. Nobunaga va procedir a la renovació del castell en una estructura molt més impressionant i grandiosa que la seva encarnació anterior. Luis Frois, un reconegut missioner jesuïta de Portugal, va ser convidat personalment per Nobunaga a visitar el castell. Després d'una breu estada a Gifu, Frois va elogiar l'extraordinària bellesa del castell.
La batalla del castell Gifu el 1600 va servir de preludi tant de la batalla de Sekigahara com de la destrucció del castell Gifu el mateix any. Després de l'enderroc del castell, una part de l'estructura va ser portada al castell Kanō al sud per fortificar la seva posició.